# Gastone Gambara
Gastone Gambara (né le 10 novembre 1890 et mort le 27 février 1962) est un militaire italien qui a servi pendant la guerre d'Espagne, puis la Seconde Guerre mondiale.

## Biographie
Né à Imola, Gastone Gambara devient capitaine dans l'armée italienne en 1916 durant la Première Guerre mondiale et participe aux combats sur le Monte Cengio contre les troupes de l'Autriche-Hongrie.
En novembre 1938, il est fait commandant du Corpo Truppe Volontarie et commande les légionnaires italiens lors de l'offensive de Catalogne et lors de l'offensive finale de la guerre d'Espagne,. Le 30 mars 1939, ses troupes occupent Alicante. Durant la Seconde Guerre mondiale, il combat lors de la bataille de France, sur le front libyen et en Yougoslavie. En 1943, après que l'Italie a rejoint le camp allié, il est nommé chef d'État-major de la République de Salò par le maréchal Rodolfo Graziani.